# Sharon Osbourne
Sharon Rachel Osbourne (születési nevén Levy; London, 1952. október 9.) Primetime Emmy-díjas brit-amerikai televíziós személyiség, menedzser, szerző. Ozzy Osbourne felesége. Családjával együtt szerepelt a The Osbournes (2002-2005) című valóságshow-ban. Tehetségkutató műsorokban is tevékenykedett zsűriként, például a The X Factor-ban (2004-2007, 2013, 2016-2017) és az America's Got Talent-ben (2007-2012).
Ő alapította az Ozzfest fesztivált, amelyet 1996 és 2018 között rendeztek meg. 2003-tól 2006-ig a The Sharon Osbourne Show című talk-show házigazdája volt. 2010-ben szerepelt a The Celebrity Apprentice-ben. A The Talk című talk-show egyik műsorvezetője is volt 2021-ig. 
Három életrajzi könyvet és két regényt jelentetett meg. Extreme című önéletrajza első helyen szerepelt a Sunday Times bestseller listáján.

## Élete
Sharon Rachel Levy néven született 1952. október 9-én, Londonban. Apja Don Arden (1926-2007) volt, anyja pedig Hope (születési nevén Shaw, 1916-1999). Van egy testvére, David. Anyja ír származású, apja pedig zsidó származású volt.
Elmondása szerint gyerekkorában "erőszak vette körbe", és szinte mindennapos látvány volt, hogy apja fenyegetett valakit vagy fegyvert rántott elő. Don Arden a Black Sabbath menedzsere volt, és kirúgta Ozzy-t az együttesből. Levy 1979-ben kezdett járni Ozzyval, majd átvette az együttes menedzselését. Levy felfogadta Randy Rhoads, Bob Daisley és Lee Kerslake zenészeket, akik a Blizzard of Ozz albumon szerepeltek afféle háttér-zenekarként. Ozzy szóló karrierje így beindult, és sikeressé vált. Arden gyűlölte a lányát amiatt, mert Ozzy-val járt és menedzselte őt. Egyszer ki is rabolta őt, valamint meg is próbálta ölni. Ezt követően 20 évig nem szólt az apjához. Egy 2001-es interjúban elmondta, hogy az apja sosem látta az ő gyermekeit és "nem is fogja". Osbourne azt mondta a gyermekeinek, hogy a nagyapjuk halott, de egyszer mégis meglátták őt, amikor Osbourne egy Los Angeles-i utcán csúnyán kiabált rá. Amikor megkérdezték, hogy kire kiabált, Osbourne azt válaszolta: "Tony Curtis-re". 2001-ben kibékültek egymással, Arden végül szerepet kapott a The Osbournes-ban. 2004 augusztusában Osbourne elmondta, hogy apja Alzheimer-kórban szenved.
Anyjával szintén rossz kapcsolatban állt. 17 éves korában Osbourne elvesztette a szüzességét, két hónappal később pedig terhes lett. Anyja nyomására lett Osbourne-nak abortusza, amelyet élete legnagyobb hibájaként írt le. Mikor egyszer meglátogatta a szüleit, anyja kutyái megtámadták őt és egy időbe tellett, mire anyja kijött és elkergette őket. Osbourne ekkoriban terhes volt. 2009-ben a The Guardian-nek elmondta, hogy anyja kemény és fura nő volt, aki még furább lett egy komoly autóbaleset után. Mikor értesítették, hogy anyja meghalt, Osbourne így reagált: "ó, micsoda kár", és letette a telefont.

## Magánélete
Sharon 18 éves korában ismerkedett meg Ozzy Osbourne-nal. 1982. július 4-én házasodtak össze. Három gyerekük van: Aimee, Kelly és Jack.

## Könyvei
- Extreme (2006) ISBN 978-0-7515-3766-6
- Survivor (2008) ISBN 978-0-7515-4054-3
- Revenge (2010) ISBN 978-0-7515-4233-2
- Unbreakable (2014) ISBN 978-0-7515-4294-3